# تیم ملی فوتبال ساحلی بلاروس
تیم ملی فوتبال ساحلی بلاروس نماینده بلاروس در مسابقات بین‌المللی فوتبال ساحلی و یکی از برترین تیم‌های فوتبال ساحلی جهان است. تیم ملی فوتبال ساحلی بلاروس ۳ دوره در جام‌های جهانی فوتبال ساحلی حضور داشته است.